# Zelena Dibrova, Zaricine
Zelena Dibrova (în ucraineană Зелена Діброва) este un sat în comuna Dibrivsk din raionul Zaricine, regiunea Rivne, Ucraina.

## Demografie
Componența lingvistică a localității Zelena Dibrova
     Ucraineană (100%)
Conform recensământului din 2001, toată populația localității Zelena Dibrova era vorbitoare de ucraineană (100%).